# Mangareva
Mangareva (alte Namen: Peard oder Peard‘s Island (Beechey), Angauru, Raroata) ist die größte Insel des Archipels der Gambierinseln im östlichen Südpazifik und gehört politisch zu Französisch-Polynesien. Der polynesische Begriff „Mangareva“ heißt übersetzt in etwa: Der auf dem Wasser treibende Berg.

## Geographie
Obwohl vom Landschaftsbild völlig unterschiedlich, zählt Mangareva geographisch zum Tuamotu-Archipel. Die 8 km lange und an ihrer schmalsten Stelle 1,3 km breite Insel liegt – zusammen mit den übrigen Gambierinseln – innerhalb einer großen, mehr als 25 km durchmessenden Lagune. Das hügelige, steil aus dem Meer ragende Eiland hat eine nicht sehr ausgedehnte Küstenebene, in der sich die Siedlungen befinden. Das Inselinnere ist weitgehend unerschlossen und unbewohnt. Die höchsten Erhebungen sind der Mont Duff mit 441 m und der Mont Mokoto mit 423 m im Süden. Die Südostseite wird von einer großen halbmondförmigen Bucht gebildet, an der auch der Hauptort Rikitea liegt, an der Nordwestseite befinden sich drei weitere von Halbinseln getrennte Buchten, an denen kleinere Ansiedlungen liegen.

### Geologie
Der Gambier-Archipel ist aus einem Hot Spot entstanden, der sich mit der Pazifischen Platte mit einer Geschwindigkeit von 12,5 cm pro Jahr in Richtung Nordwesten bewegt. Mangareva ist Teil der sog. Pitcairn-Mangareva linear chain, einer Kette von Inseln vulkanischen Ursprungs, deren Alter von Nordwest nach Südost abnimmt. Im Nordwesten der Kette gelegen, ist Mangareva Bestandteil eines Atolls, das vor 5,6 bis 5,7 Mill. Jahren entstanden ist. Die vulkanische Zentralinsel dieses Atolls ist bereits weitgehend versunken. Mangareva ist lediglich ein Überrest des überwiegend aus magmatischen Gesteinen bestehenden, stark erodierten Kraterrandes. An der Lage Mangarevas und der benachbarten Inseln in der Lagune lässt sich die Caldera des längst versunkenen Vulkanes noch erahnen.

### Flora
Die Küstenebenen sind üppig bewachsen, vorwiegend jedoch mit anthropochoren Pflanzen. Die mittleren und höheren Bereiche der Insel sind hingegen mit dichter Busch- oder spärlicher Grasvegetation bedeckt, die Höhen des Mt. Duff und des Mt. Mokoto (425 m) sind arid. Die endemischen Arten Lipocarpha mangarevica und Achyranthes mangarevica sind seit Beginn der 1930er Jahre vermutlich aufgrund von Bränden und Ziegenfraß ausgestorben.
Der Biologe Jared Diamond ist der Auffassung, dass die umfangreiche Entwaldung der Insel die Folge massiver Eingriffe der polynesischen Ureinwohner gewesen ist.:154 Diese Theorie wird jedoch von archäobotanischen Untersuchungen bislang nicht ausreichend gestützt. Eine im Vergleich zu anderen polynesischen Inseln, z. B. den Marquesas, relative Armut der Vegetation ist auch auf anderen Gambierinseln zu beobachten, die in protohistorischer Zeit nicht besiedelt waren. Es ist nicht auszuschließen, dass klimatische und andere natürliche Gegebenheiten dafür verantwortlich sind. Zweifellos haben die polynesischen Ureinwohner ihre Umwelt, insbesondere in dem besiedelten Küstenstreifen, wesentlich umgestaltet. Im Bereich natürlicher Wasserquellen wurden große terrassierte und künstlich bewässerte Felder für den Nassfeldanbau des Taro (ähnlich wie der Nassreisanbau) nachgewiesen. Ob diese Eingriffe allerdings die Entwaldung auch der höheren Inselbereiche zur Folge hatten, ist bisher nicht bewiesen. Ein nicht unerheblicher Anteil der Waldvernichtung dürfte allerdings den Bauprojekten der Missionare zuzuschreiben sein. Für das Brennen von Kalk wurden, wenn man zeitgenössischen Berichten glauben darf, zahlreiche große Bäume gefällt.

## Geschichte
siehe auch → Geschichte der Gambierinseln

### Vorgeschichte
Da die Kultur der Gambierinseln keine Schrift hervorbrachte, ist die Vorgeschichte – ausschließlich gestützt auf mündliche Überlieferungen und archäologische Befunde – schwierig zu rekonstruieren.
Der mythische Vorfahr aller Einwohner von Mangareva war Tupa, der die Insel von „Ruapou“ (Ua Pou?) aus besiedelt haben soll. Der Legende nach brachte er die Brotfrucht, die Kokosnuss und andere Nahrungspflanzen nach Mangareva, kehrte jedoch später auf seine Heimatinsel zurück. Sein Sohn Anua-motua folgte mit seiner Großfamilie, besiedelte die Insel und wurde der erste König der Inselgruppe. Er teilte die Inseln des Archipels unter seinen Söhnen auf, die die Vorfahren der verschiedenen Stämme bildeten.:212
Parallelen in der Sprache von Mangareva mit der der Marquesas-Inseln legen nahe, dass Mangareva von den Marquesas aus, möglicherweise mit einer Zwischenstation auf den östlichen Tuamotus, besiedelt wurde. Neuere Veröffentlichungen halten die Besiedlung von den Gesellschaftsinseln für wahrscheinlicher.:231; Figure 7.16 Wann diese Besiedlung im Rahmen der Polynesischen Expansion stattfand, ist nicht abschließend geklärt. Ältere Ansichten gehen von einer Besiedlung nicht vor dem 13. Jahrhundert aus.:212 Neuere Radiokohlenstoffdatierungen liefern Daten, die bis in das frühe 12. Jahrhundert zurückreichen. Wahrscheinlich erfolgte die Besiedlung durch Polynesier aber bereits um 1000 n. Chr., möglicherweise sogar schon zweihundert Jahre früher.:80
Der Archäologe Marshall Weisler von der University of Otago hat florierende Handelsbeziehungen in protohistorischer Zeit zwischen Mangareva, Pitcairn und Henderson nachgewiesen. Mangareva exportierte Austernschalen zur Herstellung von Schmuck und Werkzeugen sowie Ofensteine aus Basalt und importierte Schildkröten und Schmuckfedern von Henderson sowie Obsidian-Werkzeuge von Pitcairn. Für mehrere Jahrhunderte spielte Mangareva eine Schlüsselrolle im Seehandel, der für die Aufrechterhaltung der Besiedlung der südöstlich gelegenen und ressourcenarmen Pitcairninseln unerlässlich war. Handelsbeziehungen bestanden offensichtlich auch mit den 1.500 km entfernten Marquesas-Inseln. Bei Ausgrabungen auf Mangareva traten aus dem Basalt der Marquesas gefertigte Steinwerkzeuge zutage.
Die Gesellschaftsform Mangarevas war eine streng stratifizierte Stammesgesellschaft, die sich in einen Erbadel, gleichzeitig die alleinigen Landbesitzer (togo’iti), die Priester (taura) und das gewöhnliche, arbeitende Volk (’urumanu) untergliederte. Später, wahrscheinlich ab dem 14. Jahrhundert, konnte sich auch eine Mittelklasse aus Kriegern (pakacra) etablieren.:216  Es gab mehrere Clans, die sich in ständigen, ritualisierten Kriegen untereinander aufrieben. Menschenopfer und Kannibalismus waren nicht unbekannt.
Es gibt Hinweise, dass vor der europäischen Einflussnahme ein Umbruch im Gange war, der zu Aufruhr und Bürgerkrieg zwischen den Gesellschaftsschichten führte.:267 Der Überlieferung nach erhoben sich die Untertanen gegen ihren König Te Mangi-tu-tavake, indem sie den Tribut verweigerten. Es etablierte sich ein neuer König Teiti-a-touou, ein Warlord aus dem Volk, der seine Abstammung nicht auf die mythischen Vorfahren zurückführen konnte. Wahrscheinlich führten die Umbrüche zu einer Destabilisierung der Gesellschaft, die um 1450 die Aufgabe des Handelsverkehrs zur Folge hatte.:62 Demgegenüber vermutet der Evolutionsbiologe Jared Diamond in seinem Buch Kollaps eine von Menschen ausgelöste ökologische Katastrophe auf Mangareva als Ursache.:154
Die archäologischen Relikte der polynesischen Ureinwohner Mangarevas sind spärlich. Einige steinerne Hausplattformen sind erhalten, die Zeremonialplattformen wurden vollständig vernichtet und die Steine in den Bauten der Missionare verarbeitet. Die Standorte der beiden größten und bedeutendsten Marae der Insel sind bekannt (in Rikitea, unweit der Kirche), es sind jedoch keine erkennbaren Überreste davon verblieben.

### Historische Gliederung
Mangareva war in 20 Distrikte gegliedert, von denen acht zum Herrschaftsgebiet Rikitea und zwölf zu Taku gehörten, bevor auch Taku von Rikitea erobert wurde, in der Reihenfolge des Uhrzeigersinns:

| Herrschaftsgebiet Rikitea                                                                                               | Herrschaftsgebiet Taku | Karte mit den historischen Distrikten |
| --- | --- | ------------------------------------- |
| - Reivaru - Rikitea - Atituiti - (mit Rouru) - Ganoha - Kokohue - Gahutu-Puhipuhi - Atiaoha - Gatavake - (mit Kurahiti) | - Kirimiro - (mit Pokou) - Atihoi - Apeakava - Gataha - Vaitinoua (mit Taku) - Agakuku - Gahutu-Tenohu - Akaputu - Gaheata - Atirikigao - Raea - Vaituatai |                                       |

### Europäische Entdeckung

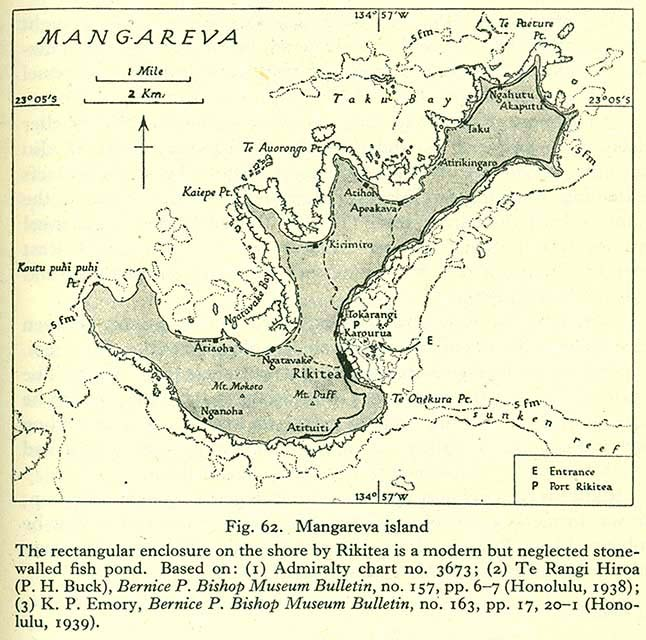
Historische Karte von Mangareva

Die 1795 gegründete London Missionary Society rüstete das Schiff Duff unter dem Kommando von James Wilson aus, um Missionare nach Tahiti, Tonga und den Marquesas zu bringen. Auf der Fahrt von Tongatapu zu den Marquesas wählte Wilson einen südlichen Kurs, um in westliche Winde zu gelangen. Am 24. Mai 1797 passierte er Mangareva, landete jedoch nicht. Den höchsten Berg auf der Insel nannte er nach seinem Schiff „Mount Duff“.
Frederick William Beechey ankerte mit der HMS Blossom am 29. Dezember 1825 vor Mangareva. Er nannte die Insel „Peard´s Island“ nach seinem Ersten Leutnant George Peard. Die umliegenden Inseln des Gambier-Archipels taufte er Belcher, Wainwright, Elson, Collie und Marsh nach anderen Offizieren seines Schiffes.
Die wachsende Einflussnahme Europas, insbesondere Frankreichs, auf den Gesellschaftsinseln blieb nicht ohne Folgen für Mangareva. Die von den Europäern unterstützte Pomaré-Dynastie von Tahiti dehnte ihren Einfluss auch auf andere polynesische Inseln aus. König Pomaré II. etablierte sich zu Beginn des 19. Jahrhunderts auch als Herrscher über den Gambier-Archipel. 1881 übernahm Frankreich die Verwaltung Mangarevas.

### Missionsgeschichte

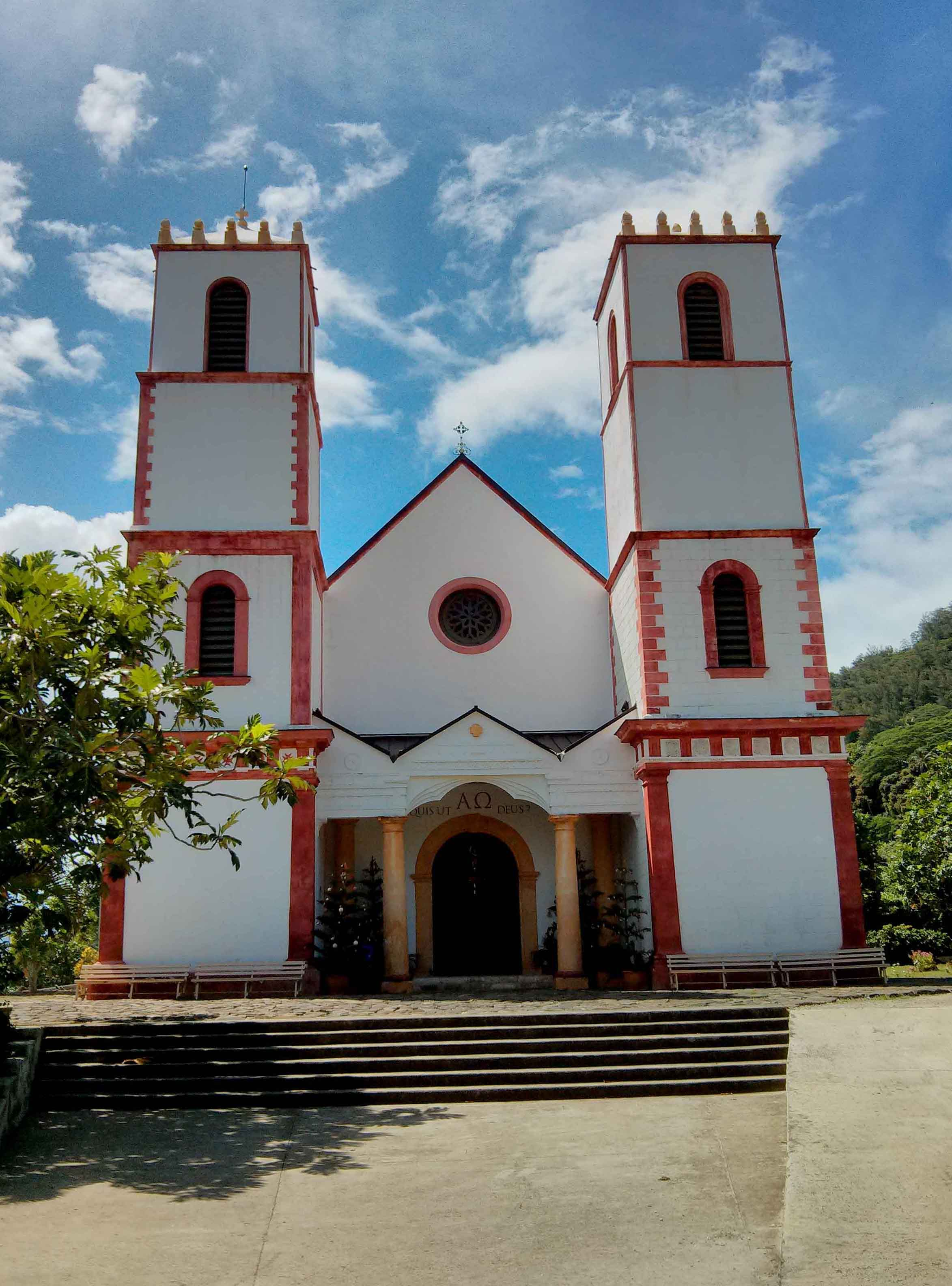
Kathedrale St. Michael (St-Michel de Rikitea)

1834 kamen die Patres Honoré Laval und François d’Assise Caret des erst 1800 gegründeten Ordens „Pères et religieuses des Sacrés-Cœurs de Picpus“ (kurz Picpusiens, in Deutschland Arnsteiner Patres) mit dem Schiff Peruviana auf der kleinen Nachbarinsel Akamaru an. Gleich am Tage der Ankunft begann Pére Laval sein Missionswerk, indem er die hölzernen Götzenfiguren vom Marae stürzte. Zunächst leistete König Maputeoa, der letzte König von Mangareva, hinhaltenden Widerstand, aber nachdem er die Genesung von einer schweren Krankheit dem neuen Gott zuschrieb, geriet er mehr und mehr unter den Einfluss der christlichen Missionare und ließ sich 1836 taufen. Zuerst mit Duldung und später mit aktiver Unterstützung des Königs begannen die Picpusiens ein umfassendes Entwicklungsprogramm für die Inseln. Dazu gehörten eine umfangreiche Bautätigkeit, die Einführung des Anbaus von Baumwolle, die Perlen- und Perlmuttfischerei sowie die Anlage von Plantagen und Nutzgärten. All diese Maßnahmen wurden zwangsweise umgesetzt, wobei die hierarchisch gegliederte Stammesgesellschaft Mangarevas mit den Merkmalen einer mittelalterlich-europäischen Feudalgesellschaft äußerst hilfreich war.
An Stelle der heidnischen Kultplattformen entstanden Kirchen, ein Nonnenkloster, ein Mädchenpensionat, Schulen, ein Hospital, Werkstätten, zwei Gefängnisse, ein Königspalast und ein aufwändig gebautes Pfarrhaus. Hierzu schafften die Picpusiens Arbeitskräfte von den umliegenden Inseln zwangsweise nach Mangareva. Wer nicht an den zahlreichen Bauprojekten arbeitete, wurde zur Perlenfischerei in der Lagune eingeteilt. Die in Europa begehrten Perlen und mehr noch das Perlmutt brachten dem Orden beträchtlichen Reichtum, durch den die Bauten finanziert werden konnten.
Das beeindruckendste und heute noch unversehrt erhaltene Bauwerk des Ordens ist die Kirche Saint Michel in Rikitea, „Südseekathedrale“ genannt, die in der Rekordzeit von 20 Monaten errichtet wurde. Die mit ihren zwei Türmen ein wenig an Notre-Dame de Paris erinnernde, weißgetünchte Kathedrale bietet 1.500 Menschen Platz. Das ist weit mehr als die Insel Einwohner hat. Die dreischiffige Basilika ist 62 Meter lang, 21 Meter breit und 32 Meter hoch. Im Innern tragen 20 runde, acht Meter hohe Säulen das Dach. Der Altar ist mit zahlreichen schwarzglänzenden und ausgesucht schönen Perlmuttschalen hinterlegt. Angeblich lag auf dem Altar eine sagenhaft große schwarze Perle, die sich heute unter Verschluss im Vatikan befinden soll.
Die zwangsweise Verpflichtung der Arbeitskräfte für die Großprojekte entvölkerte die kleineren Gambierinseln und führte zu Hungersnöten, da die tägliche Nahrungsbeschaffung vernachlässigt wurde. Dies und die Verbreitung von bisher unbekannten Infektionskrankheiten hatte einen drastischen Bevölkerungsrückgang und Verelendung zur Folge. Inwieweit das in die Verantwortung der Missionare fällt, ist heftig umstritten. Fest steht, dass die Mission langfristig die ständigen Stammeskriege unterdrückte sowie die Menschenopfer und den Kannibalismus beseitigte.
Der französische Gouverneur von Tahiti sah dem Treiben von Laval lange Jahre untätig zu. Erst als sich Beschwerden von europäischen Geschäftsleuten und Handelsschiffern häuften, schritt er ein. Père Laval musste auf Geheiß des Bischofs von Tahiti, Florentin Etienne „Tepano“ Jaussen, 1871 Mangareva verlassen. Er starb arm und verbittert am 1. November 1880 und wurde auf Tahiti begraben.

## Atomwaffenversuche
Die vom französischen Militär von 1966 bis 1995 auf dem Mururoa-Atoll in ca. 400 km Entfernung durchgeführten Atomwaffenversuche führten auf Mangareva zu einem zeitweiligen wirtschaftlichen Aufschwung. Zur Verringerung der Gefahren des Radioaktiven Niederschlags wurden für die Bevölkerung ein großer Unterstand in Rikitea und ein Beobachtungsbunker für das Militärpersonal im Nordosten der Insel gebaut. Reste der Anlagen sind noch vorhanden. Der Unterstand dient heute als Lagerhalle.

## Politik und Verwaltung
Mangareva ist die zentrale und wichtigste Insel der Gemeinde Gambier (Commune des Gambier). Sie wird von einer Unterabteilung (Subdivision administrative des Îles Tuamotu-Gambier) des Hochkommissariats von Französisch-Polynesien (Haut-commissariat de la République en Polynésie française) mit Sitz in Papeete verwaltet.
Nach dem Zensus von 2012 hat die Gemeinde Gambier insgesamt 1.445 Einwohner, auf die Insel Mangareva selbst entfallen rund 900 Einwohner. Durch die Perlenindustrie sind in den letzten Jahren einige Ausländer – Chinesen, Japaner und Europäer – eingewandert. Dadurch kam es, im Gegensatz zu vielen anderen Inseln Polynesiens, zu einem leichten Bevölkerungszuwachs (um 6 % von 2007 auf 2012).
Amtssprache ist Französisch. Währung ist (noch) der an den Euro gebundene CFP-Franc. Hauptort ist Rikitea, wo sich auch der Sitz der kommunalen Verwaltung befindet.

## Wirtschaft und Infrastruktur
Die Subsistenzwirtschaft, eine Kombination von Fischfang und dem Anbau von Grundnahrungsmitteln wie Brotfrucht, Kokosnuss, Yams, Taro, Süßkartoffeln und Bananen, ist weiterhin von wirtschaftlicher Bedeutung. Vor Rikitea gibt es in der Lagune noch eine traditionelle Fischfalle (Stand 2002). Für den Export wird Kaffee in geringer Menge angebaut.
Zur wichtigsten Einkommensquelle hat sich die Zucht von schwarzen Perlen („Tahitiperlen“) entwickelt. Die Lagune von Mangareva zählt zu den Hauptzuchtgebieten der Schwarzlippigen Perlenauster (Pinctada margaritifera cumingii) in Polynesien. Obwohl die Perlenzucht überwiegend in der Hand eines chinesischen Konzerns ist, gibt es auf Mangareva noch einige kleinere, privat betriebene Perlenfarmen.
Der Tourismus spielt wirtschaftlich nur eine untergeordnete Rolle, die touristische Infrastruktur ist kaum entwickelt. Große internationale Hotels haben sich noch nicht angesiedelt, es gibt nur einige kleinere Privatpensionen (Guesthouses). Mangareva wird von Zeit zu Zeit von Kreuzfahrtschiffen angelaufen.
Die Siedlungen in der Küstenebene werden von einer Ringstraße erschlossen, die Mangareva an der schmalsten Stelle durchquert. Der südwestliche, weitgehend aride und unbewohnte Inselteil, in dem auch der Mt. Duff liegt, wird dadurch abgeschnitten und ist weitgehend unerschlossen.
Der Flugplatz (ICAO-ID: NTGJ) mit seiner 2.000 m langen, asphaltierten Landebahn, die in den 1960er Jahren von der französischen Luftwaffe gebaut wurde, befindet sich auf dem Motu Totegegie. Er wird einmal wöchentlich von Kleinflugzeugen der Air Tahiti angeflogen. Der Flug von Papeete dauert etwa 3½ Stunden. Passagiere werden abgeholt und in einer dreiviertelstündigen Bootsfahrt über die Lagune nach Rikitea gebracht.
Rikitea hat eine nur für kleine Boote geeignete Mole, größere Kreuzfahrtschiffe liegen in der Bucht auf Reede, die Passagiere werden ausgebootet.
Im Hauptort Rikitea gibt es einige kleine Läden, ein medizinisches Zentrum, eine Post (mit Satellitentelefon), eine Station der Gendarmerie nationale und eine Vor- und Grundschule (école maternelle et primaire).
Über Mangareva lässt sich das von nur wenigen Einwohnern bewohnte, britische Überseegebiet Pitcairn erreichen. Es ist der zur Pitcairn-Insel nächstgelegene, bewohnte Ort, und das inzwischen regelmäßig auf der Route Pitcairn – Mangareva verkehrende Schiff erreicht die Pitcairninsel nach etwa 2 Tagen Fahrt. Dabei werden Fracht und Passagiere befördert.

## Sehenswürdigkeiten

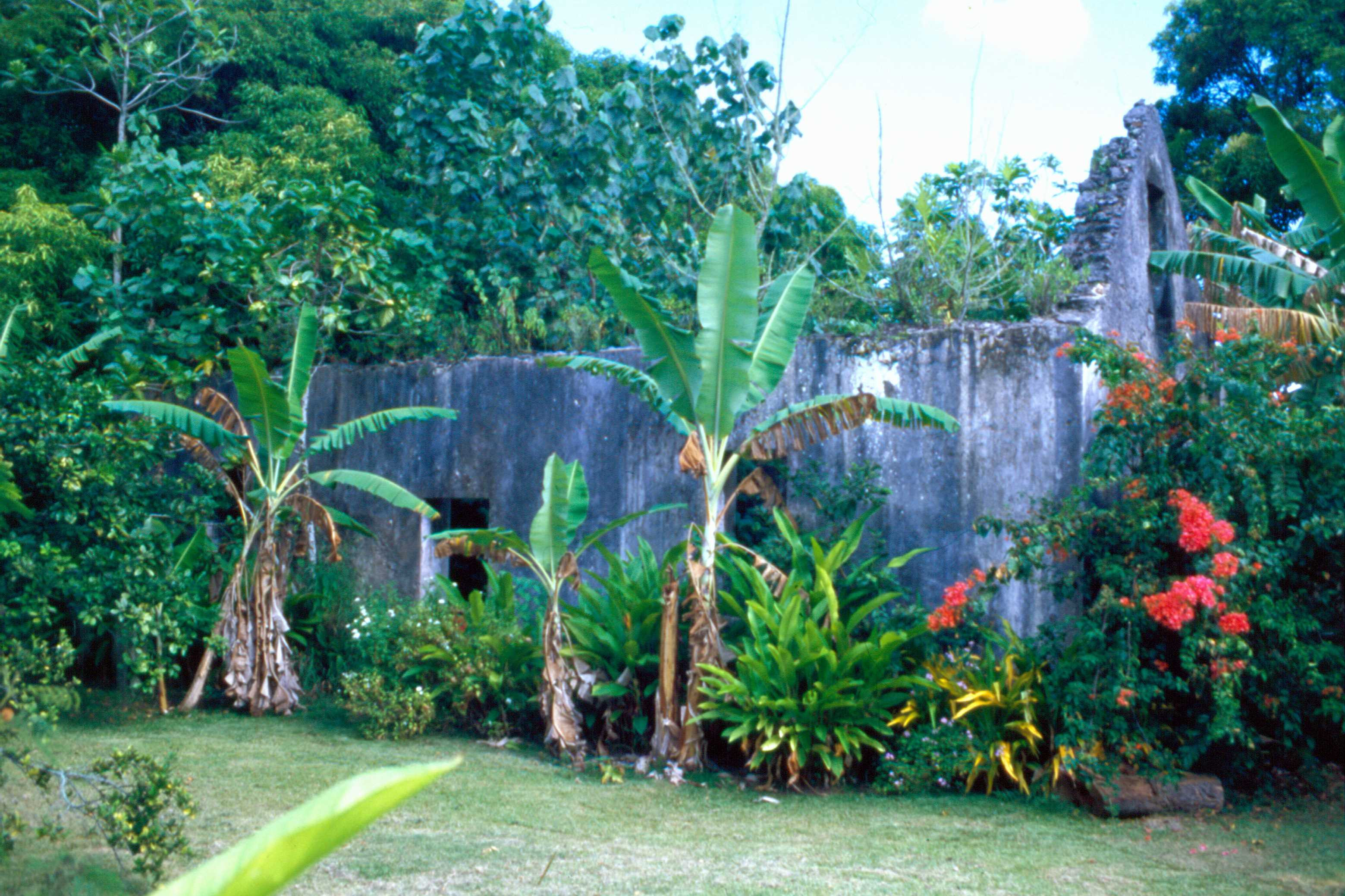
Üppig bewachsene Kirchenruine auf Mangareva

- Die vom Dschungel überwachsenen Ruinen der Bauprojekte der Picpusiens sind heute überall auf der Insel zu sehen. Hervorragend erhalten ist die Kathedrale Saint Michel in Rikitea, die auch heute noch für den Gottesdienst genutzt wird. Außerhalb des Ortes sind die steinernen Überreste des in einem verwilderten Garten gelegenen Königs-„Palastes“ zu erkennen. In recht gutem Zustand ist auch ein massiver Steinturm nahe der Grundschule von Rikitea, der als Wachturm oder Pulvermagazin gedient haben könnte. Weitere Bauten der Missionare – mehr oder weniger gut erhalten – finden sich auf der ganzen Insel verteilt.

- Einige der privat betriebenen kleinen Perlenfarmen können von Touristen besichtigt werden. Man zeigt auch bereitwillig das „Impfen“ der Auster mit dem Nukleus.

- Die wegen der empfindlichen Perlenaustern sehr sauber gehaltene Lagune von Mangareva ist ein hervorragendes Tauchgebiet, die Sicht unter Wasser ist außergewöhnlich gut.

## Sonstiges
- In der „Geschichte der Inka“ (Historia de los Incas) von Pedro Sarmiento de Gamboa aus dem Jahr 1572 wird eine Expedition des Inka-Herrschers Túpac Yupanqui mit einem Floß zu zwei bewohnten Inseln im Pazifischen Ozean erwähnt. Der Historiker José Antonio del Busto von der Pontificia Universidad Católica del Perú (PUCP) in Lima ist der Überzeugung, es habe sich dabei um die Insel Mangareva und die Osterinsel gehandelt.[18]

- Der US-amerikanische Maler Robert Lee Eskridge  (1891–1975) lebte in den 1930er Jahren ein Jahr lang auf Mangareva. Er entdeckte im Te Rauriki-Tal (Eskridge nennt es Rouriki) eine sorgfältig gesetzte Mauer und sah das als Beweis für ein prähistorisches, untergegangenes Volk (lost race) an. Nachdem ihm ein Insulaner die Sage vom „fliegenden Kanu“, eine der auf fast allen pazifischen Inseln üblichen Ursprungslegenden erzählt hatte, nahm er an, dieses rätselhafte Volk habe über fortschrittliche Flugmaschinen verfügt.[19] Anhänger der Prä-Astronautik haben diese Ansicht bereitwillig aufgegriffen und verbreiten sie noch heute. Die Archäologen Kenneth P. Emory (1939) und Marshall I. Weisler (1992) identifizierten die Mauer allerdings als Teil einer 16,5 m langen Hausplattform polynesischer Ureinwohner (Uma‘s platform), deren Beifunde auf das späte 16. Jahrhundert datiert wurden.[9]:71

Bilder
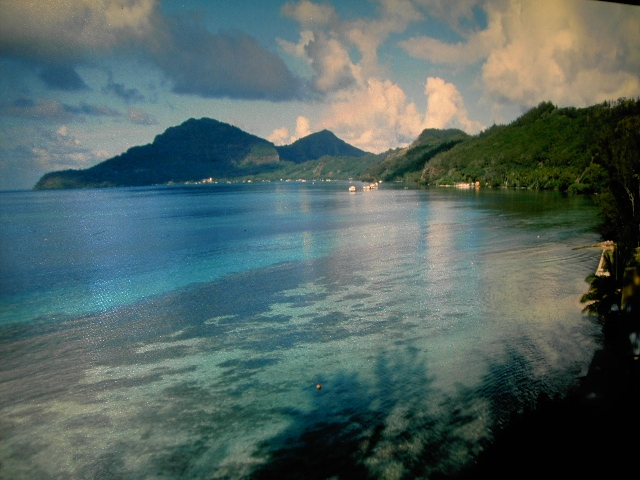
Mangareva von der Lagune aus gesehen
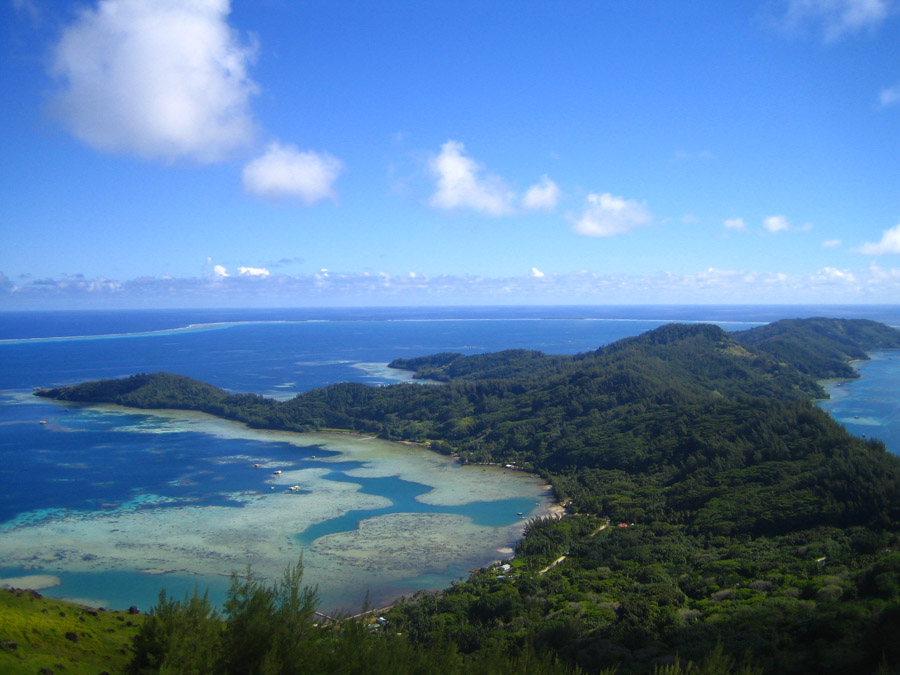
Blick vom Mont Mokoto auf Mangareva
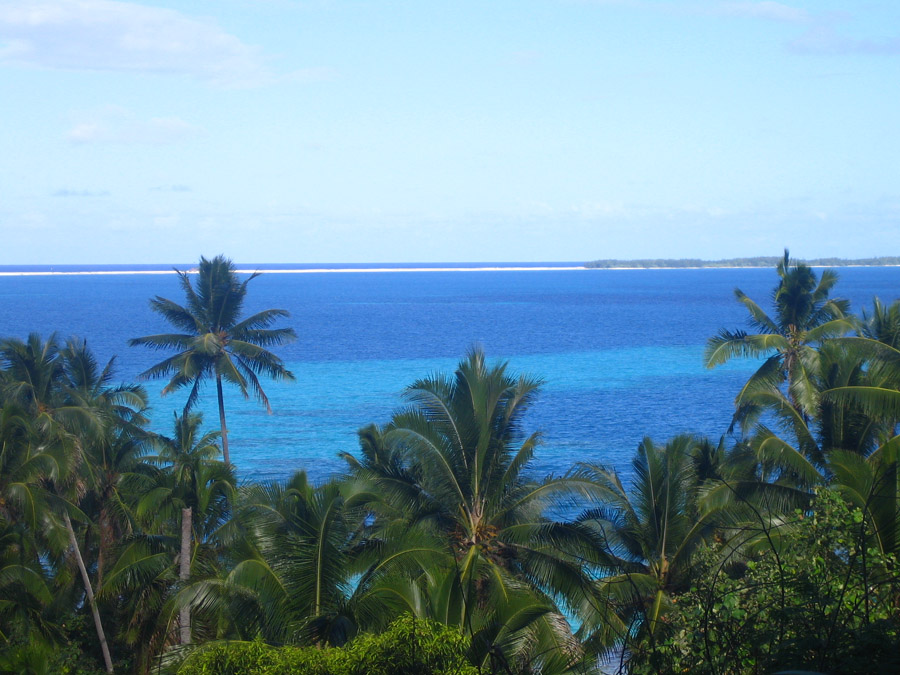
Blick von Mangareva auf die Lagune und das Motu Totegegie
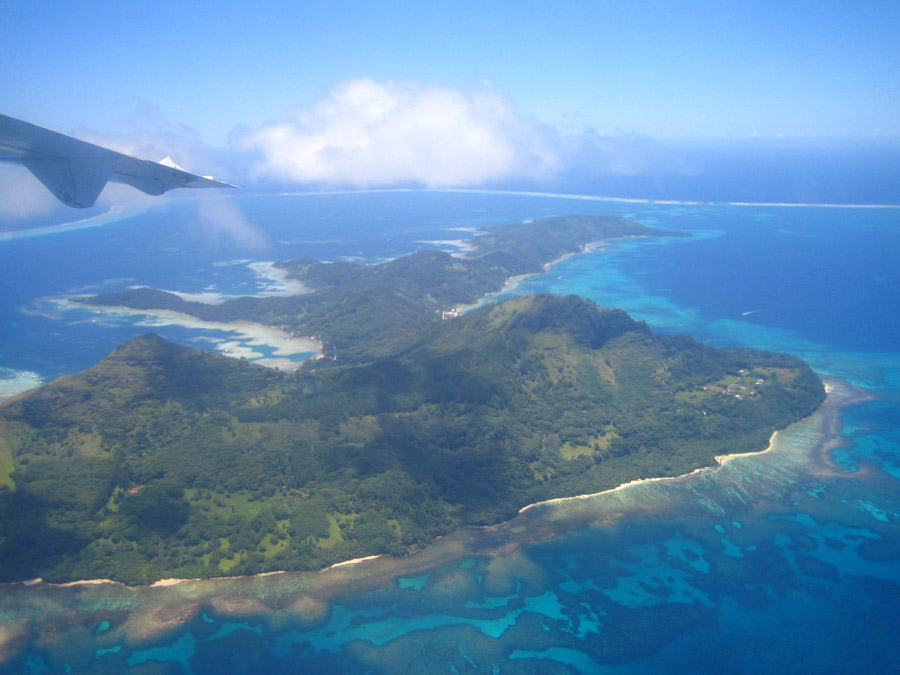
Mangareva aus der Luft